# アドルフ・フルトヴェングラー

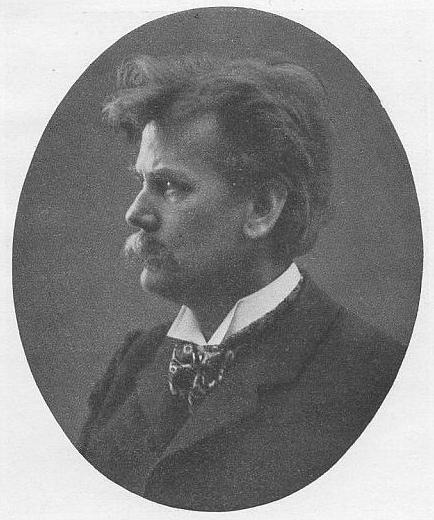
アドルフ・フルトヴェングラー

アドルフ・フルトヴェングラー（独: Adolf Furtwängler, 1853年6月30日 - 1907年10月10日）は、ドイツの考古学者・美術史家。指揮者ヴィルヘルム・フルトヴェングラーの父、考古学者アンドレアス・フルトヴェングラーの祖父である。

## 生涯
フルトヴェングラーはフライブルクに生まれ、彼の父親は古典学者で教師だった。ライプツィヒとミュンヘン（同地で彼はハインリッヒ・ブリュンに師事している）において教育を受け、その中でブリュンの美術批評における独自の比較研究法を大きく発展させた 。ヨハネス・オーバーベックに師事したライプツィヒ大学を経て、1874年に論文『Eros in der Vasenmalerei』を書きフライブルク大学を卒業した後、ドイツ考古学研究所の奨学金を獲得した彼は、1876年から78年にかけて、イタリアとギリシャで研究活動を行った。彼は1878年にエルンスト・クルティウスによって行われたオリンピアの遺跡発掘に参加した。1879年にゲオルク・ロシュケと共に出版したアイギナ島で発見されたミケーネ期の土器について網羅した書物『Mykenische Thongefäβe』は、重要な年代記であるにとどまらず、考古学における初の土器発見についての全集であった。 この研究によって、土器におけるミケーネ文明期の様式と幾何学様式が初めて区別され、そして、それ以前は無価値な物として廃棄されていた土器の破片に表された文様の様式を通じて、考古学の地層や相対的な年代を特定する手法の発展に貢献した。 フルトヴェングラーは、様々な地層に似た壷が繰り返して散見されることに注目し、これらの破片を遺跡の年代測定に用いた。
その後、フルトヴェングラーは、1880年からベルリン博物館の助手を務め、1884年にはベルリン大学の私講師となった。後にフルトヴェングラーは、博物館時代が自分にとって最高の時だったと結論づけている。彼の手によるサブーロフ・コレクションの一覧（1883-87年）は、彼が古代ギリシャのテラコッタに精通している事を示していた。

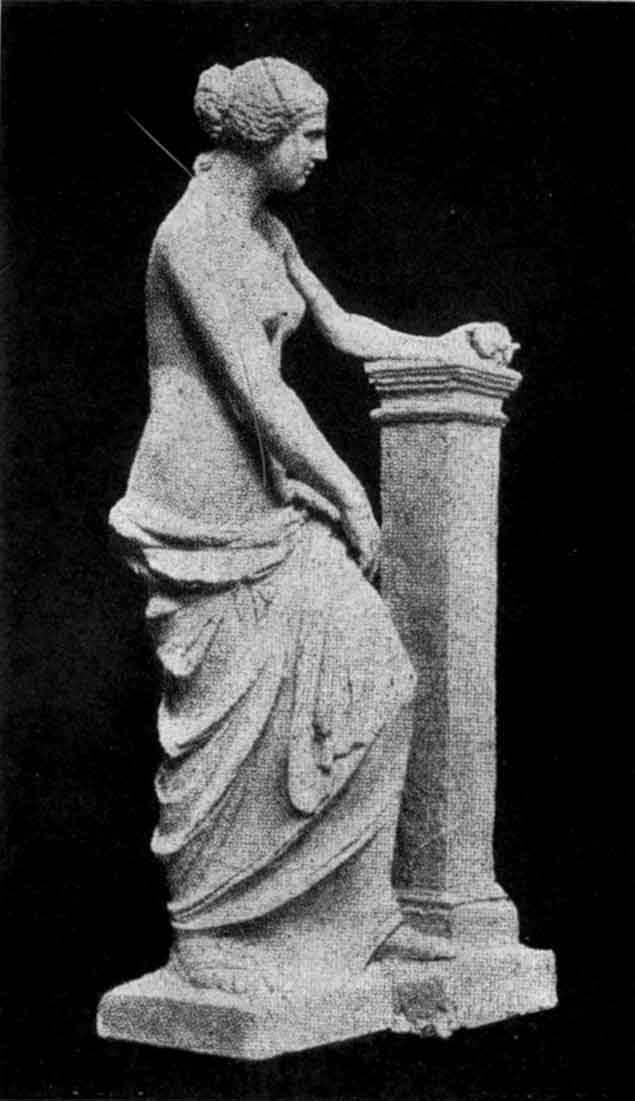
フルトヴェングラーによるミロのヴィーナスの両腕復元像

1885年、配偶者のアーデルハイト（旧姓ヴェント）と結婚。カールスルーエの出身で、その生家にはヨハネス・ブラームスらが出入りしていた。結婚した年には、彼の手によるベルリン古美術コレクションが所蔵するギリシャ陶器の目録『Beschreibung der Vasensammlung im Antiquarium』（2巻）が出版された。彼のギリシャ彫刻についての著作『Meisterwerke der griechischen Plastik』（1893年）によって、彼の名はより多くの人々に知られるようになった。この本は1895年に、ユージェニー・セラーズ・ストロングによって英語に翻訳され、『Masterpieces of Greek Sculpture』として出版された。彼は、鑑定を通じて、ローマ時代の複製でしか知られていない多くの作品のギリシャ人彫刻家による原型を同定する能力を高めた。現在でも彼の功績の多くの部分は有効性を失っていない。 彼が、1891年に発表したペイディアスの『アテナ・レムニア』の復元は広く知られたが、後に論争を巻き起こした。
1894年、彼はベルリンを離れ、旧師のブリュンの後任としてミュンヘンに招聘されて、古典考古学の<正>教授に昇格、またミュンヘンのグリュプトテークの館長も兼務した。1896年、彼の著書『Beschreibung der geschnittenen Steine im Antiquarium』において、フルトヴェングラーは、ベルリンにおける彫石の彼の目録から、その芸術的価値が重要ではないと見なした魔術に関連する彫石を除外した 。同じ理由から、エジプト関連の展示品からも、この種の彫石は取り除かれるべきと考えた。
フルトヴェングラーは、ギリシャの彫刻された宝石とその銘についての研究書『Die Antiken Gemmen』（1900年）を出した。1904年、カール・W・ライヒホルトと共著でギリシアの壷についての研究書『Griechische Vasenmalerei』を分冊の形で出した。フルトヴェングラーの死後、フリードリッヒ・ハウザーによって編集が引き継がれ、1932年に『Griechische Vasenmalerei』の第3巻が出版された。
フィールドワークの分野では、彼は、アテネの南西に位置するアイギナ島のアパイアー神殿の発掘を再開、1906年、遺跡についてのモノグラフを書いた。しかし翌年、現地で赤痢に罹患した事が原因で、1907年10月10日に死亡した。彼はアテネで葬られ、墓はアテネ第一墓地にある。

## 学術的な功績
19世紀の古代ギリシャ考古学は、現物重視の発掘品研究と文献解釈学的なアプローチが主流だったが、アドルフ・フルトヴェングラーは芸術史的なアプローチを導入した点で、ドイツ考古学史上、画期的な学者との評価を得ている。
オリンピアで発掘されたブロンズ出土品の研究成果は古代ギリシャ芸術を語る上で標準的な研究となり、ミケーネ陶磁器の研究成果は紀元前1000年代(前2000-前1000年)のギリシャ芸術研究に指針を与えた。ベルリン時代(1880年から)には壺と宝石出土品のカタログを作成しているが、これは当時の研究水準としては包括的網羅的、かつ体系的なものであった。
彫刻研究の分野に残した研究書『ギリシャ彫刻の傑作群』(1893年)は、21世紀の今日においてもなお、入門書や指導書として活用されている。
ミュンヘン時代の1901年からは、ギリシャ・アイギナ島のアパイア神殿で発掘調査に従事した。

## 著作
（全てドイツ語）
- mit Georg Loeschke: Mykenische Thongefäße. Asher, Berlin 1879(『ミケーネの粘土容器』、1879年、共著).
- Beschreibung der Vasensammlung im Antiquarium . 2 Bände. Spemann Berlin 1885 (Digitalisat)(『古代史博物館の壺収蔵品の叙述』、1885年、全2巻).
- mit Georg Loeschke: Mykenische Vasen. Vorhellenische Thongefässe aus dem Gebiete des Mittelmeeres .Asher, Berlin 1886 (Digitalisat)(『ミケーネの壺：地中海地方のヘレニズム前期の粘土容器』、1886年、共著).
- Die Bronzen und die übrigen kleineren Funde aus Olympia (= Olympia. Die Ergebnisse der von dem Deutschen Reich veranstalteten Ausgrabung. Band 4). 2 Bände (Textband, Tafelband). Asher, Berlin 1890 (Digitalisat)(『オリンピアのブロンズ像とその他の小規模出土品：ドイツ帝国主催による発掘調査の成果』、1890年、全2巻).
- Meisterwerke der griechischen Plastik. Kunstgeschichtliche Untersuchungen. 2 Bände (Textband, Tafelband). Giesecke & Devrient, Leipzig u. a. 1893 (Digitalisat)(『ギリシャ彫刻の傑作群：芸術史的研究』、1893年).
- Beschreibung der geschnittenen Steine im Antiquarium . Spemann, Berlin 1896 (Digitalisat)(『古代史博物館の彫磨宝石収蔵品の叙述』、1896年).
- Die antiken Gemmen. Geschichte der Steinschneidekunst im klassischen Altertum. 3 Bände (Band 1: Tafeln. Band 2: Beschreibung und Erklärung der Tafeln. Band 3: Geschichte der Steinschneidekunst im klassischen Alterum.). Giesecke & Devrient, Leipzig u. a. 1900 (Digitalisat)(『古代の宝石：古典古代期の宝石彫磨術の歴史』、1900年、全3巻).
- mit Karl Reichhold (Hrsg.): Griechische Vasenmalerei. Auswahl hervorragender Vasenbilder. Serie 1 (2 Bände: Textband, Tafelband). Bruckmann, München 1904(『ギリシャの壺絵画：傑出した壺絵画の抜粋』、1904年、共著).
- mit Ernst Robert Fiechter und Hermann Thiersch (Hrsg.): Aegina. Heiligtum der Aphaia. 2 Bände (Textband, Tafelband). Verlag der K. B. Akademie der Wissenschaften, München 1906 ((Textband, Digitalisat, Tafelband, Digitalisat))(『アイギナ島のアパイア神殿』、1906年、全2巻、共著).